# Smith College Museum of Art
Le Smith College Museum of Art est le musée d’art du Smith College à Northampton (Massachusetts). Il fait partie du collectif des Museums10.

## Collections
Le musée comprend des œuvres d’art originales, peintures, dessins, sculptures et autres objets d’art, que l’université a commencé à collectionner en 1879, quatre ans après son ouverture avec l’achat, souvent directement à leurs créateurs, d’œuvres d’art américain contemporain par le président de l’époque. L’art américain est resté l’un des points forts de la collection jusqu’à l’extension, par le premier directeur du musée, du champ des collections à l’art européen, au début du XXe siècle. Albert Bierstadt, John Singer Sargent, Gilbert Stuart, Willem de Kooning, Hendrick ter Brugghen, Guillaume Seignac, Édouard Vuillard, Claude Monet et Edgar Degas sont au nombre des artistes représentés.

## Œuvres

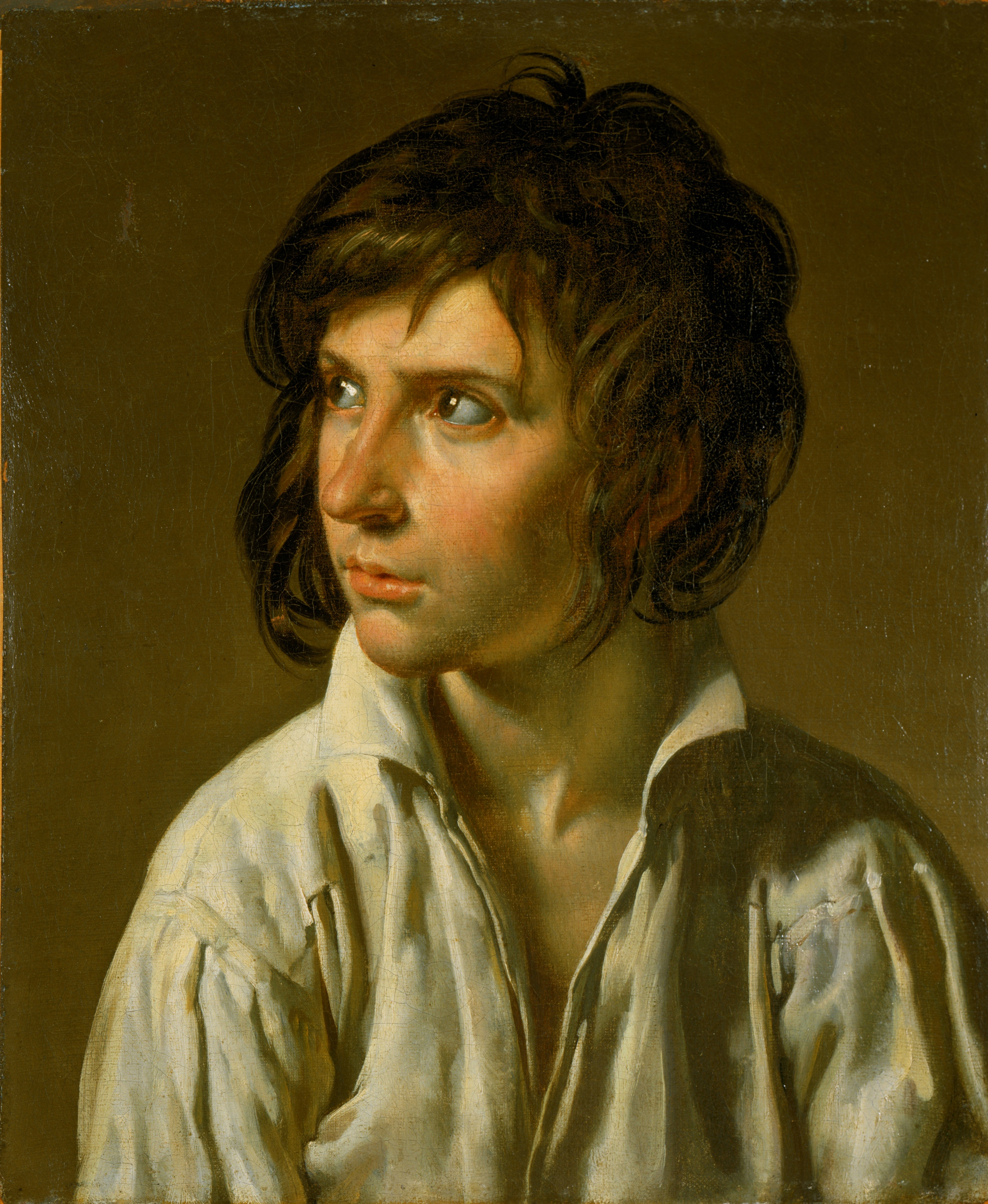
Portrait d’une jeunesse, huile sur toile de Girodet-Trioson (46.7 × 38.1 cm) v. 1795, acquise par le Smith College Museum of Art en 1931.

Parmi les œuvres conservées au musée, relevons :
- Albert Bierstadt, Landscape in the Bahamas, vers 1870-1875[2]
- Richard Parkes Bonington, View of a Norman Town, vers 1827-1828[3]
- Eugène Louis Boudin, Nature morte au poisson et aux huîtres, vers 1853-1856[4]
- Sébastien Bourdon, Landscape with a Ford, avant 1640[5]
- Mary Cassatt, By the Pond, 1898[6]
- Paul Cézanne, A Turn in the Road at la Roche-Guyon, vers 1885[7]
- Gustave Courbet, La Toilette de la morte, vers 1850-1855[8]
- Jacques-Louis David, Two Women, 1775-1780[9]
- Edgar Degas, Dancer on the Stage, vers 1877-1880[10]
- Gustave Doré, Death of Rossini, 1869[11]
- Frederic Edwin Church, Morning in the Tropics, 1883[12]
- Jean Baptiste Camille Corot, Dubuisson's Grove at Brunoy, 1868[13]
- Thomas Eakins, In Grandmother's Time, 1876[14]
- Henri Fantin-Latour, Mr. Becker, 1886[15]
- Jean-Baptiste Greuze, Woman Holding a Crucifix, 1765[16]
- Amile-Ursule Guillebaud, Autoportrait de l'artiste, assise à son chevalet, années 1840[17].
- Childe Hassam, Union Square in Spring, 1896[18]
- Henri-Joseph Harpignies, Afternoon in July, juillet 1876[19]
- William Morris Hunt, Portrait de William Sidney Thayer, vers 1865[20]
- Ernst Ludwig Kirchner, Dodo and Her Brother, 1908-1920[21]
- John La Farge, The Chair, vers 1856-1857[22]
- Mary McMillan, The Green Gown (The Artist's Sister), 1931[23]
- Jean Louis Ernest Meissonier, Chess Players, sans date[24]
- Abraham Mignon, Woodland Still Life, 1660 ou après[25]
- Jean-François Millet, Farm at Gruchy, 1854[26]
- Claude Monet, Cathédrale de Rouen. La Cour d'Albane, 1892-1894[27]
- Berthe Morisot, The Mozart Sonata, 1894[28]
- Georgia O'Keeffe, Squash Flowers 1, 1925[29]
- Giovanni Paolo Panini ou atelier, The Death Leap of Marcus Curtius, sans date[30]
- Pablo Picasso, Table, Guitar and Bottle, 1919[31]
- Camille Pissarro, Outskirts of Pontoise, vers 1877-1879[32]
- Albert Pinkham Ryder, Perrette, vers 1885-1890[33]
- Henry Raeburn, James Wedderburn, Esq. (1782-1822), 1819-1820[34]
- Odilon Redon, With Closed Eyes, vers 1895-1905[35]
- Cindy Sherman, Sans titre, 1981[36]
- Augustin Théodule Ribot, Wine Taster, 1868[37]
- Diego Rivera, Juanita Rosas, 1930[38]
- Théodore Rousseau, The Bridge at Moret, vers 1828-1829[39]
- Dwight William Tryon, The First Leaves, 1889[40]
- Claude-Joseph Vernet, Fishermen, 1762[41]
- Édouard Vuillard, Le Prétendant, 1893[42]
- Julian Alden Weir, Portrait de L. Clarke Seelye, sans date[43]
- Alexander Helwig Wyant, Scene in County Kerry, Ireland, vers 1873[44]